# سلمان القضيب
سلمان عبد الله عبد الله محمد عيسى القضيب (ولد في 2 يوليو 2002 في المنامة، البحرين) لاعب كرة قدم بحريني يجيد اللعب في مركز المهاجم. يلعب حاليا لصالح البديع البحريني معارا من الرفاع البحريني للموسم 2023-2024.